# 吉日·斯卡拉克
吉日·斯卡拉克（1993年3月12日—）是一位捷克足球運動員。在場上的位置是中場。他現在效力於英冠球隊米禾爾。他也代表捷克U21國家足球隊參賽。